# Брент (Алабама)
Брент (англ. Brent) — місто (англ. city) в США, в окрузі Бібб штату Алабама. Населення — 2972 особи (2020).

## Географія
Брент розташований за координатами 32°56′42″ пн. ш. 87°10′20″ зх. д. / 32.94500° пн. ш. 87.17222° зх. д. (32.944893, -87.172088).  За даними Бюро перепису населення США у 2010 році місто мало площу 22,82 км², з яких 22,74 км² — суходіл та 0,08 км² — водойми.

## Демографія
Згідно з переписом 2010 року, у місті мешкало 4947 осіб у 1178 домогосподарствах у складі 788 родин. Густота населення становила 217 осіб/км².  Було 1323 помешкання (58/км²).
Расовий склад населення:
| - 53,5 % — чорних або афроамериканців - 45,1 % — білих - 0,2 % — вихідців з тихоокеанських островів - 0,1 % — корінних американців |

До двох чи більше рас належало 0,6 %. Частка іспаномовних становила 2,1 % від усіх жителів.
За віковим діапазоном населення розподілялося таким чином: 15,6 % — особи молодші 18 років, 75,5 % — особи у віці 18—64 років, 8,9 % — особи у віці 65 років та старші. Медіана віку мешканця становила 36,2 року. На 100 осіб жіночої статі у місті припадало 209,2 чоловіка;  на 100 жінок у віці від 18 років та старших — 238,2 чоловіка також старших 18 років.
Середній дохід на одне домашнє господарство  становив 43 069 доларів США (медіана — 33 924), а середній дохід на одну сім'ю — 46 992 долари (медіана — 35 313). За межею бідності перебувало 17,3 % осіб, у тому числі 28,1 % дітей у віці до 18 років та 3,4 % осіб у віці 65 років та старших.
Цивільне працевлаштоване населення становило 1539 осіб. Основні галузі зайнятості: освіта, охорона здоров'я та соціальна допомога — 36,5 %, виробництво — 21,3 %, транспорт — 9,5 %, науковці, спеціалісти, менеджери — 9,3 %.

## Торнадо
27 травня 1973 року, торнадо 4 категорії за шкалою Фудзіти пройшовся Брентом. Смерч знищив приблизно 90 відсотків міста. Була зруйнована навіть найбільша церква в місті. Торнадо зруйнував понад 12 000 гектарів лісу і понад 500 будинків, 72 особи в цьому районі були поранені.